# Iwao Tokito
Iwao Tokito (時任巌?, Tokito Iwao; 1908) è stato un pallanuotista giapponese.
Ha fatto parte del Giappone che ha partecipato alle Olimpiadi di Los Angeles 1932.